# John Kucera
John Kucera (Calgary, 17. rujna 1984.) je kanadski alpski skijaš, češkog podrijetla.
Pet puta je bio prvak Kanade (superveleslalom 2006. i 2008., veleslalom 2006., Super-kombinacija 2008., spust 2008.). Najveći međunarodni uspjeh mu je zlato u spustu na Svjetskom prvenstvu 2009.

## Pobjede u Svjetskom skijaškom kupu
| Datum              | Skijalište  | Disciplina      |
| ------------------ | ----------- | --------------- |
| 26. studenog 2006. | Lake Louise | superveleslalom |